# San (Mali)
Pour les articles homonymes, voir San.
San est une ville et une commune urbaine malienne, chef-lieu du cercle de San et de la région de San. La commune de San compte 102 757 habitants en 2023. Ses habitants sont appelés les Sanois et les Sanoises.

## Géographie

Carte administrative

La ville de San est située au sud et en rive droite de la rivière Bani affluent du Niger et sur la route nationale RN 6 (axe Bamako-Sévaré) à 190 km à l'est de Ségou et à 414 km au nord-est de Bamako (capitale du Mali). 
Elle est un carrefour de développement entre le Mali, le Burkina Faso et la Côte d'Ivoire. En novembre 1955, San devient une commune de moyen exercice et le 2 mars 1966, elle devient une commune de plein exercice. La région de San correspond à une grande plaine alluviale dans la vallée du Bani, dans la zone soudanienne malienne. Dans cette région où les altitudes oscillent entre 275 et 300 m, se situe la ville de 4,9 de longitude Ouest et 13,3 de latitude Nord.
| Sy     | Ouolon | Teneni |
| Niasso | San    | Somo   |
| Niasso | Dah    | Somo   |

## Histoire
L'histoire de la ville de San est liée à trois symboles, la mare (sanké en langue locale), le figuier (toro en langue locale) et le puit, le puit prend le nom de karantéla qui signifie hors de danger (kara : danger, téla : hors).
Alors que le Soudan français est une colonie française, San devient par la loi française du 18 novembre 1955, une commune de moyen exercice, dirigée par un maire, fonctionnaire nommé par le chef de territoire, assisté d’un conseil municipal élu par un collège unique.
La loi du 2 mars 1966 donne un statut commun à toutes les communes créées avant l’indépendance du Mali en 1960. Un conseil municipal élu désigne en son sein le maire et un ou plusieurs adjoints,.

## Villages et quartiers
La commune urbaine s'étend sur 24 localités relevées lors du recensement général de 2009. 
Les quartuers les plus peuplés sont :
- Médine (11 995 habitants) ;
- Lafiabougou (11 198 habitants) ;
- Santoro (11 068 habitants).

La loi 2023-007 attribue à la commune urbaine 21 quartiers dont 10 en zone urbaine et 11 en périphérie  :
- Santoro
- Kayantona
- Médine
- Farakolo
- Dallan
- Missira
- Dabani
- Karantéla
- Lafiabougou
- Bagadadji
- Hamadallaye
- Sienso Peulh
- Sienso Bobo Marka
- Bogossoni
- Sibougou Bobo
- Parana Bobo
- Sienso Moribougou
- Bougoudara
- Parana Peulh
- Térékoungo
- Bélénitiéni

## Politique et Sécurité
| Année | Maire élu                | Parti politique |
| ----- | ------------------------ | --------------- |
| 2004  | Jabriou Ababacar Haïdara | URD             |
| 2009  | Sina Oumar Traoré        | UFDP            |
| 2016  | Sina Oumar Traoré        | UFDP            |

Sécurité
Le ministre de la Défense et des Anciens combattants (MDAC), le colonel Sadio Camara, a inauguré le nouveau camp militaire de San le 10 octobre 2024. Cette nouvelle infrastructure militaire va abriter le 23e régiment d’infanterie motorisée. C’était en présence des autorités administratives et politiques ainsi que des légitimités traditionnelles et religieuses de la nouvelle région administrative du pays. Cette infrastructure vient renforcer le dispositif et le maillage sécuritaire de la nouvelle région et sa capitale qui est désormais une ville garnison hautement sécurisée[réf. souhaitée].

## Enseignement

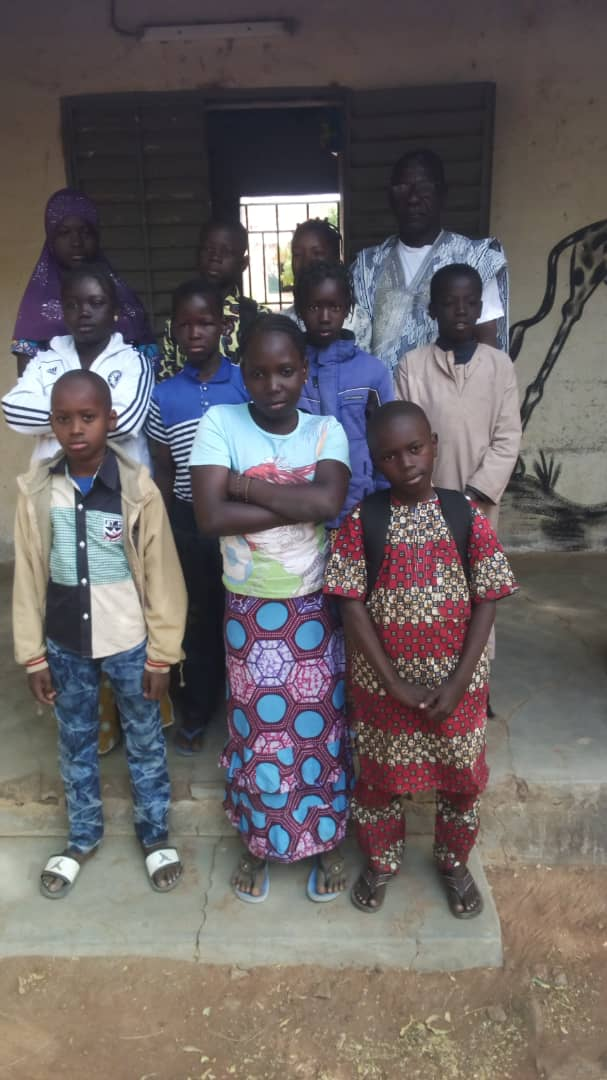
Élèves de l'école de Médine (du nom d'un quartier de San)

Les tout premiers enseignements dispensés à San furent coraniques avant l'arrivée des colons. C'est pourquoi ce fut un lieu d'attraction pour les disciples et plusieurs contrées qui vinrent s'abreuver de connaissances coraniques et islamiques.
L'école française de San, créée officiellement en 1906 par Édouard Mandagout, ne comptait qu'une vingtaine d'élèves dans un bâtiment d'occasion sous la direction d'un sous officier français quelques classes au début. De nos jours, la ville dénombre un lycée public, des lycées privées, des écoles professionnelles, des écoles fondamentales, et des écoles maternelles, etc.
L'école fondamentale Babou DIONI de San, une école historique et l’école privée catholique de San
Le lycée public de San a ouvert ses portes en novembre 1997. L'année scolaire 2008-2009, il accueille 1 783 élèves répartis en 31 classes.
Situé au centre du Mali, San fut longtemps  considéré comme un repère par les institutions nationales pour les questions éducatives et culturelles. L'ENSEC de San (École Normale Secondaire) a formé plus d'un millier de maîtres du second cycle de 1979 à 1993.
Un orphelinat baptisé Providence dofini (qui signifie Providence de Dieu en langue bwa) a été inauguré le 15 mars 2008 par Mme Touré Lobbo Traoré, présidente de la Fondation pour l’enfance et femme du président Amadou Toumani Touré. Situé dans le quartier de Parana sur la route de Mopti, il a été financé par des partenaires italiens, allemands, français et monégasques pour un montant de 270 millions de Francs Cfa. Les orphelins, dont les premiers ont été accueillis le 7 février 2007, sont âgés de deux semaines à six ans. Ils sont pris en charge par les Filles du cœur immaculé de Marie (FCIM).
L'association Carrefour de Développement et de la Paix au Mali (CLUB SAN CDPM SAN NIETA) œuvre pour la scolarisation des filles et des enfants démunis.

## Culture et tourisme
À 423 km au nord-est de Bamako sur une route bitumée, San est une halte rafraîchissante et un lieu de transit obligé pour accéder aux principaux sites touristiques du pays. Cependant, la ville possède un charme indéniable qui vaut la peine qu'on s'y arrête un moment.
Dans le cercle de San :
- le puits sacré de Karantela ;
- le bois sacré de Santoro ;
- la mare de Sanké ;
- la plaine rizicole et la station de pompage ;
- l'affluent du fleuve Niger (le Bani) à Bélénitièni ;
- le seuil de Talo ;
- le village Teriyabugu (œuvre du père Bernard Vespieren).

### Sanké Mô

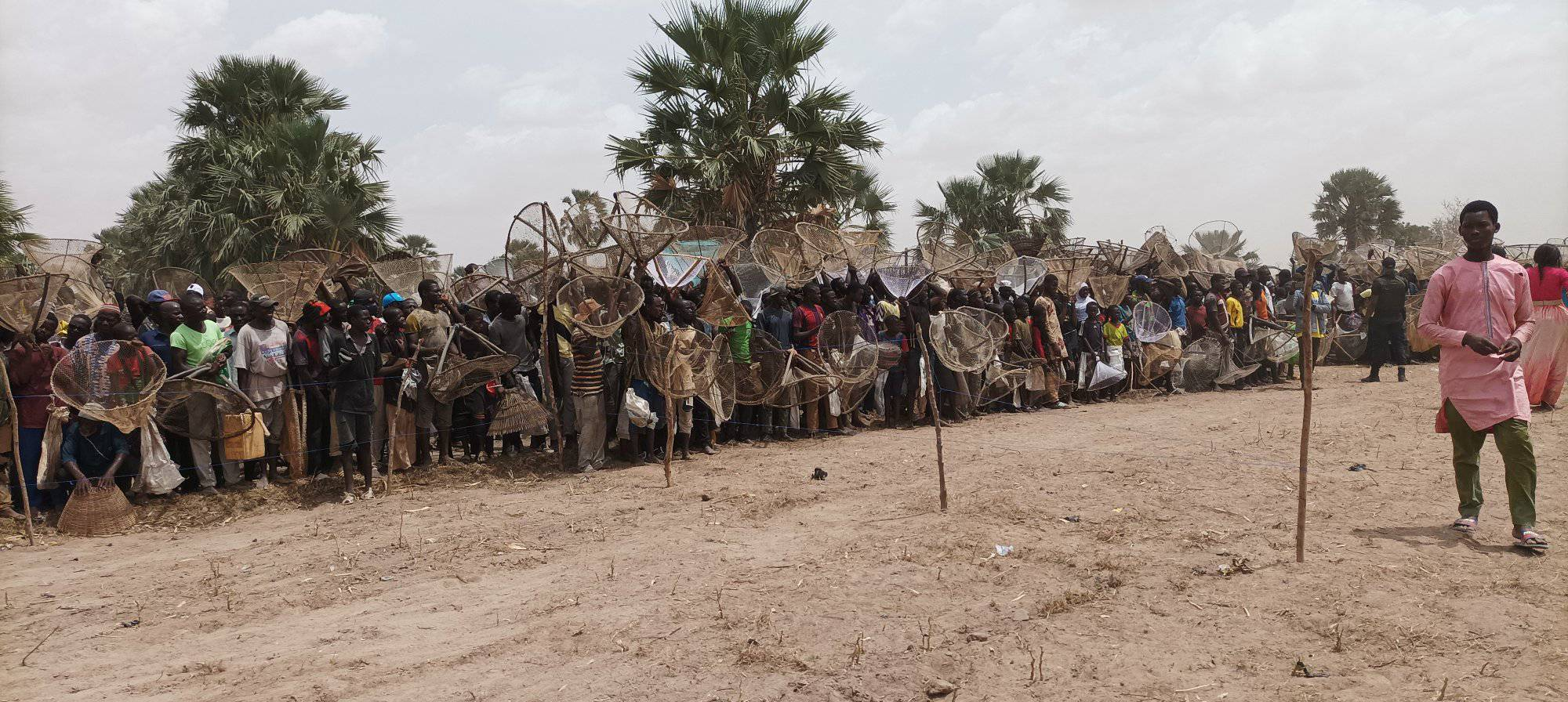
Pendant le festival du Sanké mô en 2018.

Elle est vieille de plus de 624 ans en cette année 2024 et est liée à l'année de la fondation de la ville.
Tous les ans depuis l'an 1400, au mois de juin, les populations de San et les villages environnants, à l'occasion de la pêche du Sanké, commémorent le Sanké mô par des manifestations.
Le conseil des ministres réuni le 26 janvier 2011 a adopté un projet de décret portant classement dans le patrimoine culturel national de la mare de Sanké, lieu de pêche rituelle collective et festive appelé « Sanké mon ». Ce décret « vise à renforcer la protection juridique de la mare et des sites culturels associés tels que les puits sacrés de Karantéla à San, de Trékoungo et de Parana, le bois sacré Santoro et à favoriser le développement du tourisme culturel à San ».
Le 16 mars 2011, le gouvernement a adopté en Conseil des ministres des projets de décret portant classement dans le patrimoine culturel national du Sanké mon.
Le Festival Sanké Mô, une initiative de l'association Alliance Dofera ni Banabako de San - ADBS et de ARS Entente Sanoise se déroule depuis 2008 en même temps que la pêche traditionnelle collective dans la mare Sanké. Le festival allie musique, danse, sport, pêche et foire commerciale.

## Économie
La rivière Bani qui traverse la partie Nord du cercle de San, joue un rôle déterminant dans ce milieu naturel, dans la mesure où sa crue assure l'alimentation de la nappe phréatique et de la Mare de Sanké qui a, depuis longtemps, été une zone favorisée de riziculture très développée et de pêche. Les bords de la plaine d'inondation consistent des alluvions sableuses aptes pour les cultures de mil, d'arachide, de fonio et de l'élevage. Cette position stratégique de carrefour de routes entre les zones d'inondation du Bani et Niger et la plaine exondée a valu à San sa position de marché important.
San dispose entre autres atouts :
- des terres aménageables ;
- du potentiel hydrique (l'affluent du fleuve Niger, le Bani passe à Bèlènitiegni à 8 km de San)[15] ;
- de la zone rizicole ;
- des filières céréalières, fruitières et maraîchères ;
- d'un potentiel pour l'élevage des bovins, des ovins, des caprins ;
- d'un potentiel d'exploitation de noix de karité, gomme arabique ;
- d'un potentiel énergétique ;
- de facilité d'accès au périmètre rizicole ;
- d'un parc automobile important pour le transport national et international de marchandises ;
- d'une main-d'œuvre qualifiée ;
- d'une infrastructure immobilière appropriée pour accueillir d'importants projets.

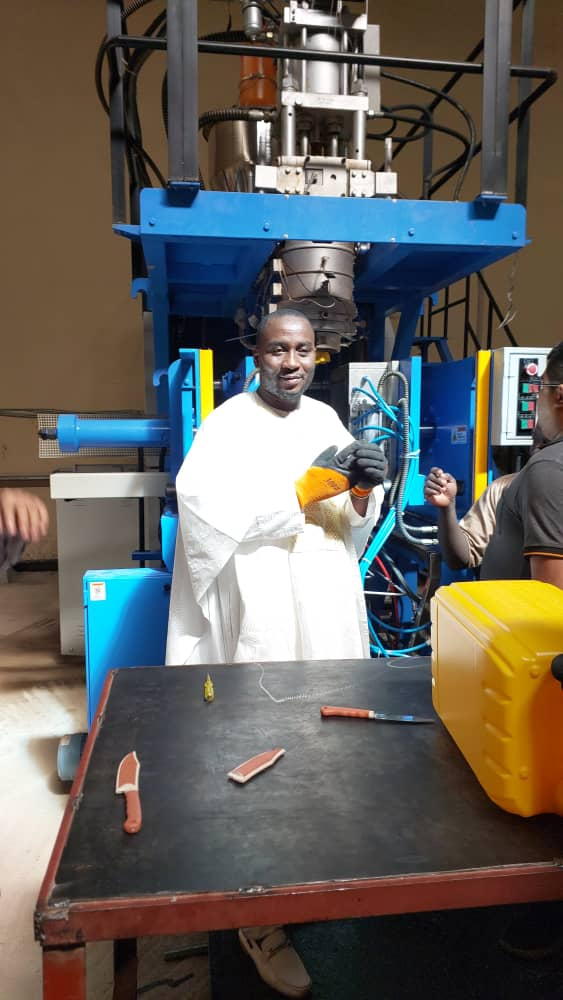
Usine sereme

En 1973, une sécheresse terrible dévaste le Sahel et la famine cause la mort de milliers de personnes. Sollicité par les plus hautes autorités maliennes, le Père Verspieren crée à San l’association Mali Aqua Viva. Sous le slogan « l’eau c’est la vie » débute alors la plus fantastique campagne de forage que le Mali ait connu. Plus de 4 000 forages sont à porter à l’actif de l’association, qui existe encore aujourd’hui. Comme il le disait lui-même, après l’eau bénite, le Père Verspieren se lance dans le défi de l’eau potable !
Les premiers forages sont alors équipés de pompes à pied ou à main. Puis un jour, le Père découvre en Corse une des premières pompes solaires à photopiles. Quoi de mieux pour le Mali où le soleil ne voile que rarement sa face ? La première pompe solaire du pays est installée en 1977. Le Père en installera plus de 125 et deviendra le pionnier des énergies renouvelables au Mali.
Infatigable bâtisseur, il construit dans le même temps des écoles et des dispensaires, crée des jumelages entre villes françaises et maliennes, s’occupe de groupements féminins et de centre de réadaptation orthopédique. Mais plus que partout ailleurs, son amour pour le Mali et pour ses habitants est visible dans sa dernière œuvre : Teriya Bugu.
Après la SOMASAC (Société Malienne de Sacheries) qui a fait son temps, San a aujourd'hui une zone industrielle Parana-Sienso très vaste dont l'un des  premiers investisseurs est Hassane dit Madou SEREME Promoteur de l'Huilerie Sérémé.
Présentation Huilerie Aïssata Sérémé (pour l'autosuffisance en huile et aliments bétail des Sanois).
Située dans la zone industrielle San-Sienso, l'huilerie Aïssata Sérémé est la plus importante usine de production d'huile et d'aliments bétail de la région de San. Son fonctionnement a été rendu possible grâce au financement exclusif de la BNDA.
Créée en 2016 par son promoteur Hassane dit Madou Sérémé commence sa production en 2018. Elle emploie à ce jour 241 agents hommes et femmes dont 81 permanents.
L'usine produit essentiellement de l'huile de graine de coton et de l'aliment bétail, 140 à 160 tonnes d'aliment bétail et à peu près 800 bidons d'huile. Cette production est destinée aux populations partout au Mali.

## Cultes

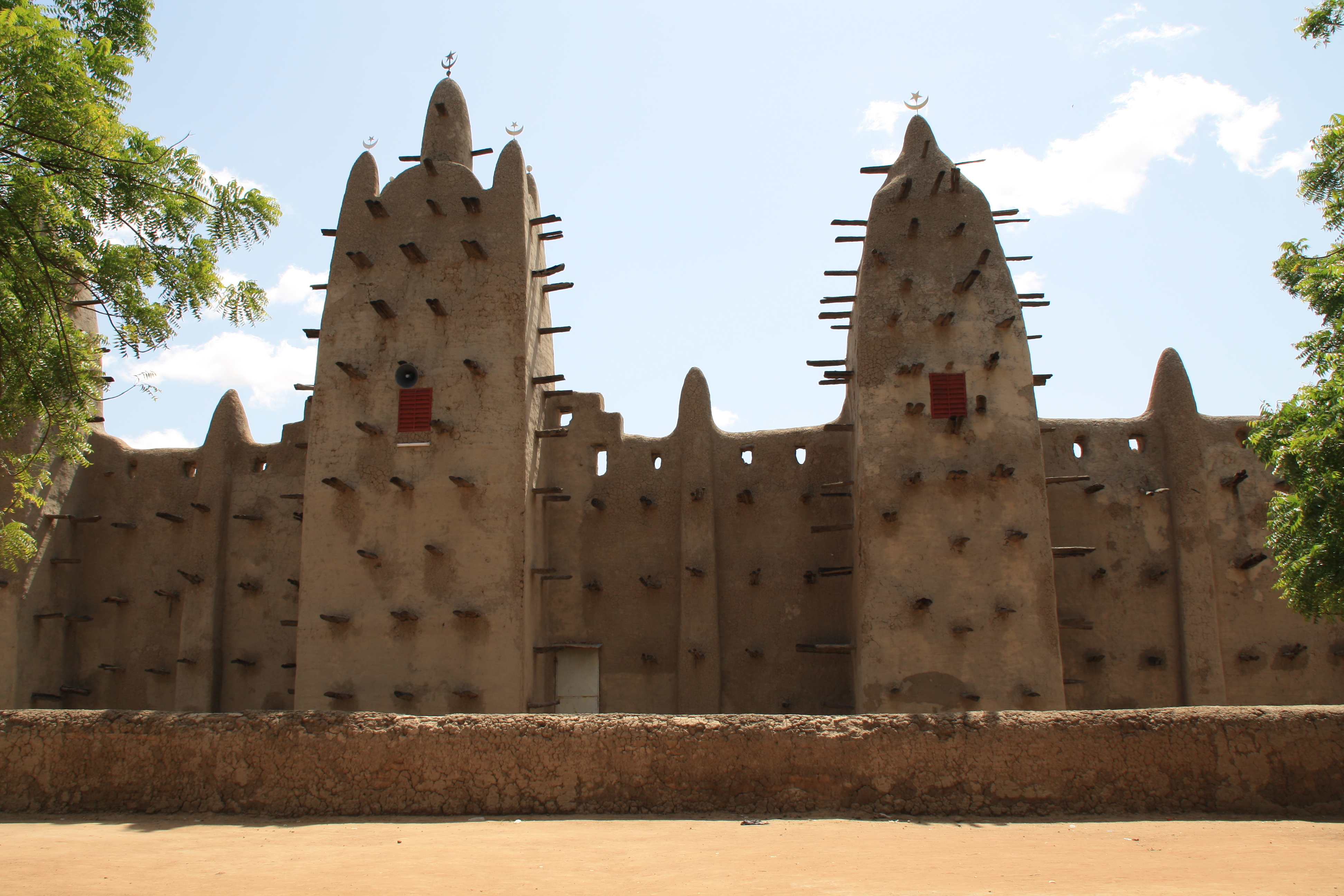
La grande Mosquée de San

Comme pour l'ensemble du Mali, la principale religion est l'Islam, avec néanmoins une présence animiste et des minorités chrétiennes (catholiques et protestantes).
San est le siège d'un diocèse établi le 29 septembre 1964.
La ville de San comporte plusieurs mosquées, dont la Grande Mosquée de San, monumental édifice d'architecture soudanaise.
La grande mosquée de San a été construite en 1941.
La Cathédrale Notre-Dame-de-Lourdes de San est le siège du diocèse catholique de San.

## Transports
San étant est une ville de transport par excellence. Elle est un carrefour du Mali et constitue un passage obligé pour atteindre le nord du pays. Elle est desservie par beaucoup de compagnies de transports telles que BANI TRANSPORT, BINKE TRANSPORT, BITTAR TRANS dont les promoteurs sont souvent natifs de San[réf. souhaitée].

## Communication
L'antenne régionale de l'ORTM en plus d'une dizaine de radios FM qui diffusent des informations du terroir aujourd'hui San est doté d'un magazine d'information et de publicité  et bientôt la chaîne de télévision « SAN TV »  œuvres de l'association Carrefour de Développement et de la Paix au Mali (CDPM SAN NIETA) avec des web tv (Timité  production Santoro Média, Kamena Infos, Santoro 24, Sanké Média, etc.).

## Personnalités liées à la ville
- Colonel Youssouf Traoré, président du parti Union des forces démocratiques pour le progrès (UFDP).
- Youssouf Tata Cissé (né à San en 1935 et mort à Paris le 10 décembre 2013) est un ethnologue et un historien malien, spécialiste de la littérature orale du Mali et auteur de nombreux ouvrages portant sur ce sujet. Il est chercheur au Centre national de la recherche scientifique français (CNRS) et enseigne à la Sorbonne.
- Bah N'Daw (1950-), Président de la république du Mali de 2020 à 2021.
- Colonel Assimi Goïta (1983-), Président de la Transition du Mali et Chef de l'État de 2021 à …
- Habib Dembélé dit « Guimba national », né le 19 avril 1962 à San (Mali), est un acteur, metteur en scène, écrivain et homme politique malien. Il vit à Paris. Il est le promoteur des aventures de Seko Boré et de plusieurs autres séries de cinéma et de théâtre.

## Sport
Le président de la République, Amadou Toumani Touré a inauguré le 4 janvier 2009 un stade omnisports de 5 000 places financé par la coopération chinoise. Ce stade omnisports porte le nom de Marcel DACKOUO et situé à Parana sur la route de Mopti.
Football : Il existait à San une seule équipe de football, le FC de Baba Koné. Les joueurs qui ont marqué cette époque sont Youssouf Tata Cissé, Madou Fofana (dit « bien nourri »), Moustaphe Faskoye, Asseye Timité, etc.
En 1941, la ville de San construit le stade municipal, baptisé stade municipal Sékou Dembélé en 1968.
En 1955, l'Olympique Choc a été créé sur initiative de Bamidou Warè dont le président était Bakoroba Traoré de Karantela.
En 1957, Salikou Traoré crée la JSCO (Jeunesse Sportive de la Couronne d'Or) qui devient l'Esperance de San en 1958-1959.
L'Olympique Choc devient Olympique ensuite Avenir avec Boukaye Maïga comme capitaine, Dramane Traoré dit Draba et enfin Sanké de San. Le Fc devient la JSM avec l'apport des jeunes de l'Épervier du Nil de Toumagnona avec comme principaux joueurs Balla Tounkara dit Balla de Koro, Maladou, Yacouba Traoré dit Petit Madou, Solomane Traoré, Oumar Traoré dit Marin, Moussa Chiè, Griot de Bagadadji, Béni Fabé, Dramane Fofana dit Drakadi, Asseye Faskoye, etc.
Le Réveil Club de San est le seul club à San à remporter la coupe régionale contre Markala en 1966-1967.
L'US San (l'Union Sportive de San) était la sélection de San avec comme principaux joueurs : Lamine Sory Dembélé (capitaine), Moctar Diallo dit Bah Théra, Bah Coulibaly, Bamoye Maîga, Békaye Sidibé dit Acro, Seydou Sidibé, Ricardo Sissoko et Aboubacar Kondo comme entraineur.
Aujourd'hui la ville de San a des équipes de Football Féminin dont le FC TERIYA de San qui sera présente du 24 au 30 octobre 2024 à Bamako pour la montée en ligue 1.

## Jumelage
- Chaumont (France)